# Geschiedenis van de auto (1885-1904)

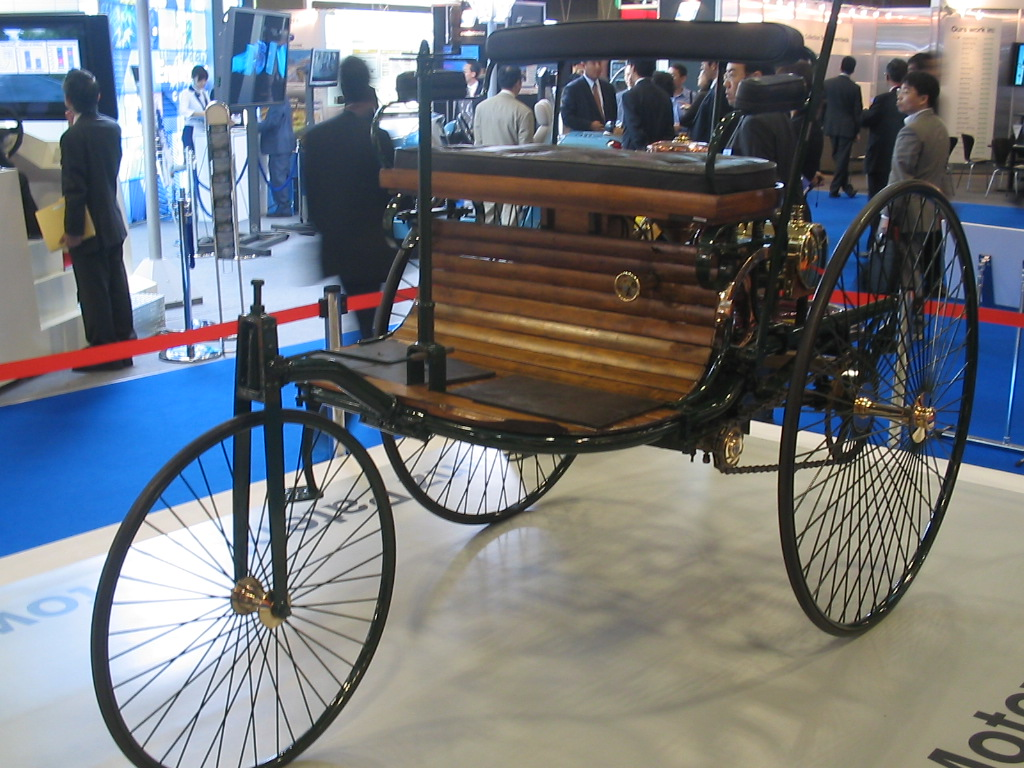
De eerste auto van Carl Benz

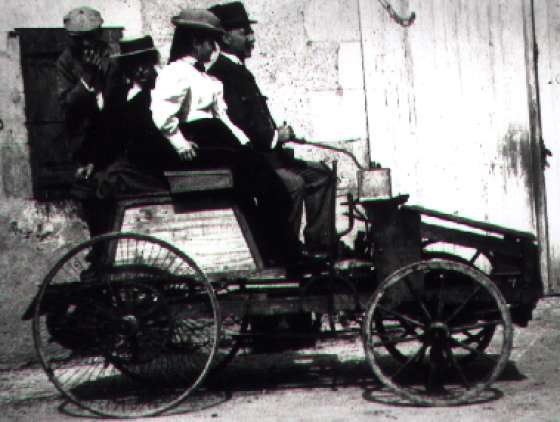
De Belg Lenoir bouwde in 1862 in Parijs de eerste auto met verbrandingsmotor op steenkoolgas

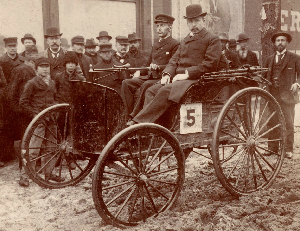
Een vroege automobiel van Duryea

De geschiedenis van de auto tussen 1885 en 1904 beschrijft de eerste periode in de ontwikkeling van de automobiel. Dit tijdperk wordt ook wel het veteraan-tijdperk genoemd.

## De eerste auto's
De ontwikkeling van de auto kende enkele voorlopers die in het artikel Geschiedenis van de auto (voor 1885) worden behandeld. Algemeen wordt erkend dat de eerste automobielen met verbrandingsmotor op benzine zo goed als gelijktijdig werden gebouwd door meerdere uitvinders die onafhankelijk van elkaar werkten. Voor dit kon gebeuren ontdekte een Oostenrijkse chemicus, Abraham Schreiner, eerst de benzine.
De Belg Etienne Lenoir bouwde in 1862 zijn eerste auto met een verbrandingsmotor. De Duitser Nicolaus Otto gebruikte een nieuw systeem met vier zogenoemde takten in 1878. Gottlieb Daimler patenteerde de eerste succesvolle hoge snelheid verbrandingsmotor (1885). 
De Duitser Carl Benz bouwde zijn eerste automobiel in 1885 in Mannheim. In 1886 bouwden Gottlieb Daimler en Wilhelm Maybach in Stuttgart hun eerste auto. Zij waren tevens de bouwers van de eerste rijdende motorfiets met inwendige verbrandingsmotor. De Oostenrijker Siegfried Marcus, ten slotte, werkte in Wenen aan een auto. Benz' vrouw Bertha Benz maakte een succesvolle proefrit van 106km met de automobiel van haar man. Die kon daarop enkele tientallen van zijn auto's verkopen. Dankzij dit succes wordt Carl Benz algemeen gezien als de vader van de automobiel. De grootste verbeteringen aan de zware-oliemotor zijn gedaan door Rudolf Diesel uit Duitsland die zijn eerste patenten nam in 1892.
In België was de eerste auto de Vincke, die in Mechelen ontwikkeld werd en in 1895 op de markt kwam. De Nederlandse Eysink was de eerste Nederlandse automobielbouwer, hoewel Sibrandus Stratingh in 1834 al een stoomauto gebouwd had.

## Auto-industrie

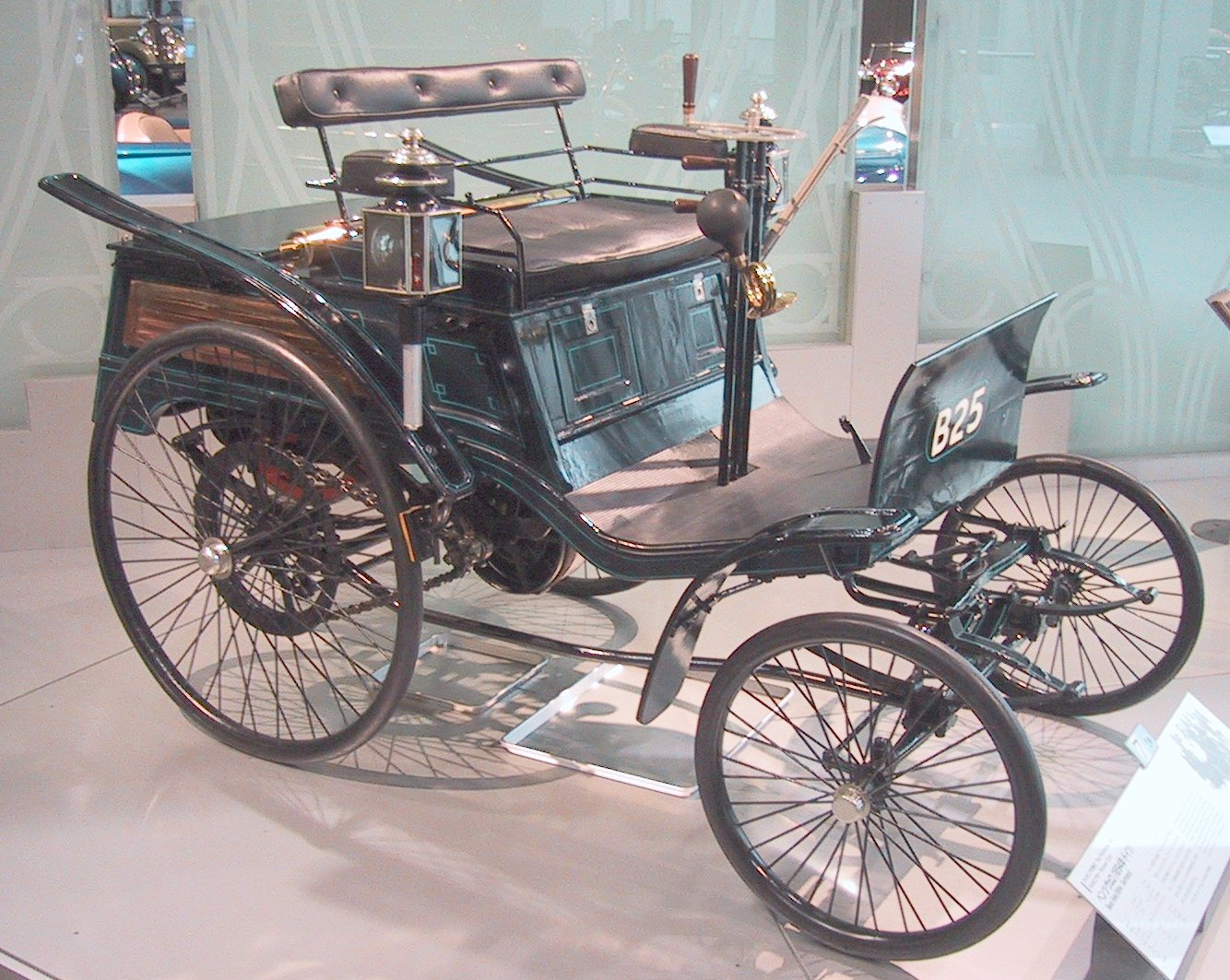
Benz Velo uit 1894

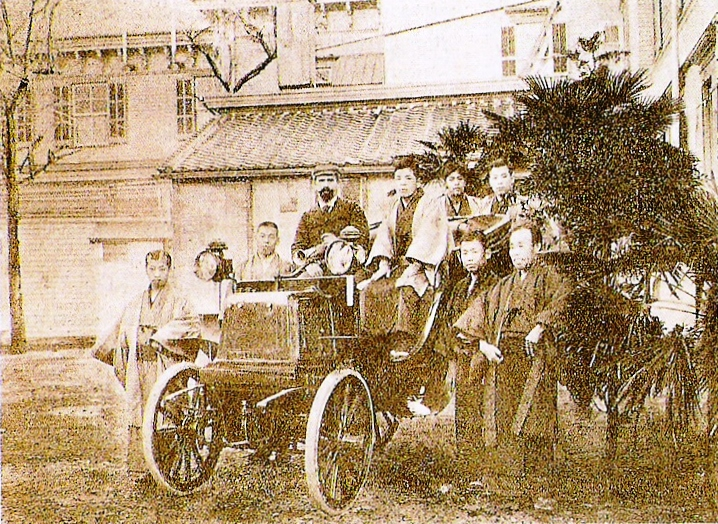
De eerste automobiel in Japan was een Panhard

Het eerste bedrijf dat zich exclusief toelegde op de productie van auto's was het Franse Panhard et Levassor in 1889. Zij werden snel gevolgd door Peugeot 2 jaar later. In de Verenigde Staten was Duryea de eerste in 1892. De Benz Velo en de Duryea Motor Wagon worden gezien als de eerste gestandaardiseerde auto's. Hiermee is de auto-industrie geboren.
In enkele jaren tijd werden honderden producenten opgericht die stoomauto's, elektrische auto's en brandstofauto's bouwden. Rond de eeuwwisseling waren alleen al in de streek Elzas, tussen Duitsland en Frankrijk meer dan duizend fabriekjes die zich bezighielden met de productie van auto's.
Stoom en elektriciteit waren aanvankelijk de meest gebruikte krachtbronnen voor auto's. Na de eeuwwisseling concurreerden de stoommotoren met de verbrandingsmotor door de uitvinding van de flash boiler, waarmee de stoomdruk veel sneller tot stand kwam. Om de motoren kleiner te maken moest de stoomdruk die ze produceerden vergroten. Daarom waren ze moeilijk te maken en te onderhouden. Tegen 1910 waren de meeste autoconstructeurs overgeschakeld op benzinemotoren en viel de interesse in de stoomtechnologie grotendeels weg. Toch bleef een aantal fabrieken, zoals het Amerikaanse Stanley, stoomwagens bouwen tot de jaren dertig.
Een andere uitstervende aandrijvingsbron was elektriciteit. De auto's hadden als voordeel dat ze weinig lawaai maakten en weinig onderhoud nodig hadden. De eerste elektrische voertuigen (EV's) hadden een hele reeks batterijen die met dikke kabels verbonden waren met de elektromotor, die tussen de voor- en de achteras zat. De topsnelheid lag rond de 48 km/u en het rijbereik was zo'n 80 km. Het bereik van auto's met een interne verbrandingsmotor zou al snel groter worden, alsook de topsnelheid, waarmee elektrische auto's minder belangrijk werden.

## Remmen
De eerste autoproducent die alle vier wielen voorzag van remmen was de Nederlandse Spyker. Daarnaast werden op die Spyker 60HP uit 1902 ook nog voor het eerst vierwielaandrijving toegepast om beter te kunnen racen, en kreeg hij de eerste 8-cilindermotor.
De moderne trommelrem werd in 1902 uitgevonden door Louis Renault. Een minder geavanceerde versie werd een jaar eerder reeds door Maybach gebruikt. Van in het begin tot in de jaren 1930 bleef de trommelrem op de achterwielen het meest gebruikte remsysteem. Meestal werkten ze mechanisch. De rempedaal was met kabels rechtstreeks verbonden met de remzadels. Elk wiel kreeg dezelfde remkracht. De kracht die de bestuurder op de pedaal moest zetten hing af van de snelheid en het gewicht van het voertuig.

## Ophanging
De ophanging verbindt de wielen van een voertuig zodanig met het koetswerk dat schokken die voortkomen uit een oneffen wegdek het koetswerk niet bereiken. De ophanging houdt het koetswerk ook op een constante hoogte en positie boven de grond. Het systeem zorgt voor het comfort en beïnvloedt de prestaties en de veiligheid van het voertuig.
In het begin werd ervan uitgegaan dat schokdempers overbodig waren als een voertuig voorzien was van een goed ontworpen vering en de snelheid tot ongeveer 15 km/u beperkt bleef. De eerste ophangingssystemen waren dan ook erg eenvoudig. Er was een vooras die de 2 voorwielen verbond en een achteras die de achterwielen verbond. Als het linkervoorwiel een oneffenheid in de weg raakte reageerde het rechtervoorwiel mee.

## Algemeen
Destijds werd de automobiel nog niet gezien als een nuttig product, maar meer als een leuke nieuwigheid. Faillissementen waren zeer frequent in de auto-industrie. Belangrijke mijlpalen waren de lange-afstandsrit die Berta Benz reed in 1888 en de transcontinentale rit van Horatio Nelson Jackson door Amerika in 1903.
De ontwikkeling van de auto werd in het begin van de 20e eeuw bedreigd door een patent dat in 1895 verleend werd aan de Amerikaanse uitvinder George Selden. Hij had op papier een motor uitgevonden en alle autoconstructeurs betaalden een licentie-vergoeding. Nadat Henry Ford succesvol de strijd aanging met Selden, hoefde dit niet meer.

## Autoproductie per jaar
Europa:
1885 · 1886 ·
1888 · 1889 ·
1891 · 1892 ·
1893 · 1894 ·
1895 · 1896 ·
1897 · 1898 ·
1899 · 1900 ·
1901 · 1902 ·
1903 · 1904
Amerika:
1896 · 1899 ·
1900 · 1901 ·
1902 · 1903 ·
1904
Oceanië en Afrika:
1896